# Microserica liangensis
Microserica liangensis är en skalbaggsart som beskrevs av Brenske 1899. Microserica liangensis ingår i släktet Microserica och familjen Melolonthidae. Inga underarter finns listade i Catalogue of Life.